# Ozarba accincta
Ozarba accincta là một loài bướm đêm trong họ Noctuidae.